# گلنریگ
گلنریگ (به انگلیسی: Glenreagh) یک شهرک در استرالیا است که در نیو ساوت ولز واقع شده‌است.